# Robert McCoy (Pianist)
Robert Edward McCoy (* 31. März 1910 in Aliceville (Alabama); † 12. Februar 1978 in Birmingham, Alabama) war ein US-amerikanischer Pianist und Sänger des Blues und Barrelhouse Piano.
Robert McCoy wuchs in Birmingham auf, wo er sein ganzes Leben verbrachte. Erste Plattenaufnahmen entstanden in den 1930er-Jahren, mit Bogan's Birmingham Busters 1937 für Vocalion. In dieser Zeit arbeitete er mit Jaybird Coleman, Guitar Slim, James Sherell (alias Peanut The Kidnapper). Er setzte seine Karriere in den 1940er- und 50er-Jahren fort, jedoch ohne Gelegenheit zu Plattenaufnahmen. Erst Anfang der 1960er-Jahre entstanden erneut professionelle Aufnahmen, als ihn 1961 der junge Patrick Cather dazu brachte, für ihn aufzunehmen. So entstand 1962 die LP Barrel House Blues and Jook Piano, die auf Cathers Label Vulcan erschien. 1963 produzierte Cather noch ein zweites Album McCoys, Blues and Boogie Classics.
Der Pianist ist nicht mit dem Bluesmusiker Robert Lee McCoy zu verwechseln, der unter dem Pseudonym Robert Nighthawk bekannt wurde.